# Ungureni (gmina w okręgu Botoszany)
Ungureni – gmina w Rumunii, w okręgu Botoszany. Obejmuje miejscowości Borzești, Călugărenii Noi, Călugărenii Vechi, Durnești, Mândrești, Mihai Viteazu, Plopenii Mari, Plopenii Mici, Tăutești, Ungureni i Vicoleni. W 2011 roku liczyła 6623 mieszkańców.